# 專業航空
專業航空是一家以摩爾多瓦基希讷乌国际机场為基地的貨運航空公司，主要營運歐洲來往亞洲和中東的包機貨運航線，以波音747貨機為主力型號。

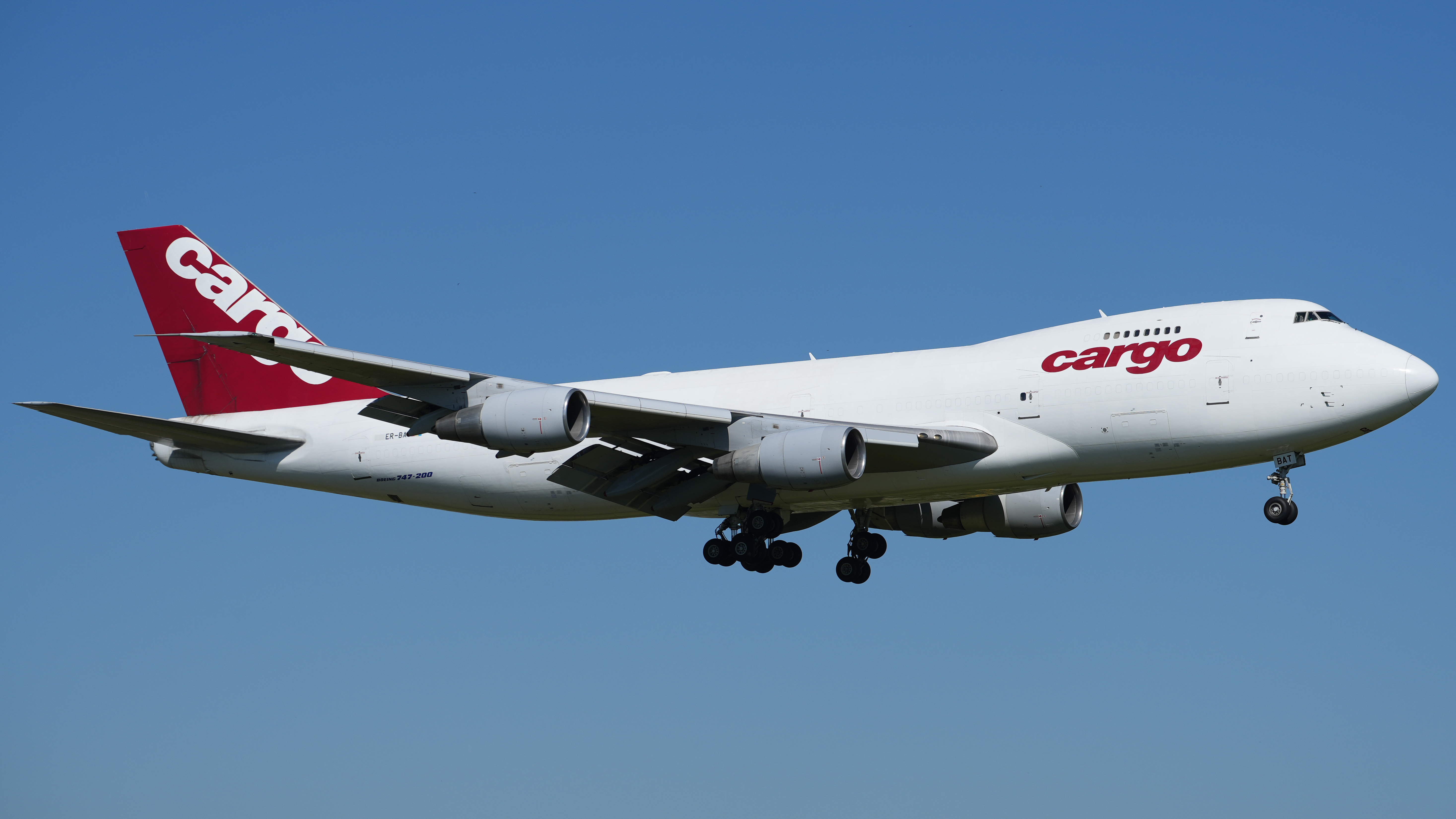
專業航空旗下一架747-200F在列日機場

## 機隊
截至2025年6月，專業航空的機隊平均機齡為39.2年 ：
| 空中巴士A300B4-622R(F) | 1 | Cargo | ER-BUS               |  |  |
| 波音747-200F           | 3 | Cargo | ER-BAQ ER-BAR ER-BAT |  |  |
| 總計                   | 4 |       |                      |  |  |